# Långören, Närpes
Långören är en ö i Finland. Den ligger i Bottenhavet och i kommunen Närpes i den ekonomiska regionen  Sydösterbotten i landskapet Österbotten, i den västra delen av landet. Ön ligger omkring 66 kilometer söder om Vasa och omkring 340 kilometer nordväst om Helsingfors.
Öns area är 19,6 hektar och dess största längd är 0,9 kilometer i nord-sydlig riktning.